# Hysteropterum signatipes
Hysteropterum signatipes är en insektsart som beskrevs av Melichar 1906. Hysteropterum signatipes ingår i släktet Hysteropterum och familjen sköldstritar. Inga underarter finns listade i Catalogue of Life.